# Људска права у Индији
Људска права у Индији су компликована због величине државе и обимности популације, великог сиромаштва, недостатка одговарајућег образовања и разнолике културе, упркос статусу највеће суверене, секуларне и демократске републике на свету. Устав Индије предвиђа основна права, попут слободе вероисповести. Клаузуле такође предвиђају слободу говора, као и одвајање извршне и судбене власти и слободу кретања у земљи и иностранству. Држава такође има независно правосуђе и тела која разматрају питања људских права.
Извештај Хјуман рајтс воча 2016. године наговештава да Индија има озбиљне проблеме са људским правима. Муслиманске и хришћанске мањине оптужују власти да нису учиниле довољно да заштите своја права.